# セイ・ユー・ラヴ・ミー
「セイ・ユー・ラヴ・ミー」（Say You Love Me）は、フリートウッド・マックが1975年に発表した楽曲。クリスティン・マクヴィーが作詞作曲しリード・ボーカルをつとめている。

## 概要
1975年7月11日発売のアルバム『ファンタスティック・マック』に収録された。翌1976年6月9日にアメリカで、10月8日にイギリスでシングルカットされた。同年9月18日から10月2日にかけてビルボードのHot 100で3週連続で11位を記録した。イージーリスニング・チャートでは12位を記録し、ビルボードの1976年年間チャートの53位を記録した。
シングルカットに当たり、リンジー・バッキンガムはリミックスを行い、ギターをオーバーダビングした。シングル・バージョンは1992年発売のボックスセット『25イヤーズ・ザ・チェイン』に収録されている。
1980年12月発売の2枚組のアルバム『フリートウッド・マック・ライヴ』にライブ・バージョンが収録されている。また、1997年発売のライブ・アルバム『ザ・ダンス』に収録されているバージョンは、クリスティンの説得によりジョン・マクヴィーがバッキング・ボーカルに加わっている。
2018年1月発売の『ファンタスティック・マック』のエクスパンデッド・エディションまたはボックスセットに、シングル・バージョン、アーリー・バージョンなどが収録された。
2023年9月8日、2枚組のライブ・アルバム『噂～ライヴ』が発売。1977年8月29日から31日にかけてロサンゼルスのフォーラムで行われた公演のうち18曲が収録され、「セイ・ユー・ラヴ・ミー」もその中に含まれた。

## 演奏者
- クリスティン・マクヴィー - ピアノ、リード・ボーカル
- リンジー・バッキンガム - エレクトリック・ギター、アコースティック・ギター、バンジョー、バッキング・ボーカル
- スティーヴィー・ニックス - バッキング・ボーカル
- ジョン・マクヴィー - ベース
- ミック・フリートウッド - ドラムズ、タンバリン